# Urung Purba
Urung Purba is een bestuurslaag in het regentschap Simalungun van de provincie Noord-Sumatra, Indonesië. Urung Purba telt 2177 inwoners (volkstelling 2010).